# Calymperes schmidtii
Calymperes schmidtii là một loài rêu trong họ Calymperaceae. Loài này được Broth. mô tả khoa học đầu tiên năm 1901.